# 福岡聖菜
福岡 聖菜（ふくおか せいな、2000年〈平成12年〉8月1日 - ）は、日本のアイドルであり、女性アイドルグループAKB48のメンバーである。
神奈川県出身。トキエンタテインメント所属。

## 来歴
2013年
1月19日、AKB48第15期生オーディションの最終審査に合格。
6月5日、AKB48グループ研究生 武道館公演「推しメン早い者勝ち」において15期研究生としてお披露目。
6月9日、研究生公演「パジャマドライブ」で公演デビュー。
2014年
2月24日、『AKB48グループ大組閣祭り〜時代は変わる。だけど、僕らは前しか向かねえ!〜』（Zepp DiverCity）でAKB48チームB（倉持チームB）への所属および昇格が発表される。
8月21日にAKB48の公式ブログにおいて、20日に開催された『AKB48グループ東京ドームコンサート〜するなよ?するなよ? 絶対卒業発表するなよ?〜』の公演中に転倒し、右上腕骨近位端骨折と診断された事を発表。治療期間を要するため、当面の間は劇場公演を休演する事となった。
2015年
3月26日、『AKB48春の単独コンサート〜ジキソー未だ修行中!〜』での『春の人事異動』において、木﨑チームBへの所属が発表される。
10月25日、派生ユニット『虫かご』のメンバーに選ばれる。
2016年
9月15日『AKB48グループ同時開催コンサートin横浜〜来年こそランクインするぞ決起集会〜』で総選挙では97位（8,984票）だったことが発表される。
10月10日に開催された『AKB48グループ ユニットシングル争奪じゃんけん大会in神戸ワールド記念ホール』で5位となりユニット選抜入りをする。
11月16日発売のAKB48 46thシングル「ハイテンション」の全タイプ共通カップリング「抑えきれない衝動」で自身初となるオリジナル楽曲のセンターに抜擢される。
2017年
5月30日から6月16日にかけて投票が実施された『AKB48 49thシングル 選抜総選挙』で32位になり、アンダーガールズに選ばれる。
10月15日、派生ユニット『7秒後、君が好きになる。』のメンバーに選ばれる。
12月8日、『AKB48劇場12周年特別記念公演』での組閣発表で、高橋朱里チームBへの所属が発表される。
2018年
3月10日に開催された『AKB48グループ センター試験』において200点満点中127点で6位になり、特別選抜に入る。
3月19日、動画配信サービスSHOWROOMにて行われたAKB48 52ndシングル「Teacher Teacher」の選抜発表で、初めてシングル表題曲の選抜メンバーに選ばれる。
5月18日、YouTubeのAKB48公式チャンネルで『福岡聖菜のせいチャレンジ！』の配信が開始される。
6月5日、総選挙PRの一環としてナゴヤドームで行われた中日ドラゴンズvs千葉ロッテマリーンズ戦にて人生初の始球式を行う。
5月29日から6月15日にかけて投票が実施された『AKB48 53rdシングル 世界選抜総選挙』で31位になり、アンダーガールズに選ばれる。
7月3日より、渋谷クロスFMにて自身初の冠ラジオ番組『AKB48 福岡聖菜のSHIBUYA DE SHINING☆』（毎月第1火曜日 18時～18時50分）が放送開始される。
9月8日に初日を迎えた高橋朱里チームB「シアターの女神」公演では自身初となる公演センターを務める。
2020年
2月24日、渋谷ストリームで開催された『2020 AKB48新ユニット！新体感ライブ祭り♪』公演で派生ユニット「Honey Harmony」（ハニーハーモニー）のメンバーとしてパフォーマンスを披露。
2021年
12月8日、『AKB48劇場16周年特別記念公演』にて行われた組閣発表で、向井地チームAへの異動が発表される。
2023年
5月28日、鼻中隔湾曲症の手術を受けたことを公表。公演やライブを1か月程度休むことを明らかにした。
6月24日、自身のTwitterにて、トキエンタテインメントへ所属することを発表した。

## 人物
愛称は、せいちゃん。
座右の銘は『日進月歩』。かつてはトークスキルを磨くために、自身のGoogle＋にて「せいちゃんのおはよーラジオ（仮）」の配信を行ったり、SHOWROOMでの配信にてファンと共に討論を行うなど研鑽を積み重ねる日々を送った。
趣味の一つが舞台観賞であり、同じく舞台観賞が好きな渡辺麻友に誘われて一緒に観劇したことがある。渡辺は、現役後輩メンバーとプライベートで会うのが何年かぶりで、福岡を誘うLINEを打つ際に緊張したという。
また、2018年7月31日放送の「AKBINGO!」（日本テレビ系列）では現在ハマっているものとしてアニメ映画「未来のミライ」を挙げて熱弁し、同作監督の細田守からVTRメッセージと福岡のキャラクターが描かれた色紙を誕生日プレゼントとして贈られた。
浅井七海、佐藤妃星、与田祐希（元乃木坂46）とは、高校時代の同級生で、クラスメイトであったことを明かしている。
2023年11月、カラーコーディネーター検定試験スタンダードクラスに合格したことを報告している。

## AKB48での参加楽曲

### シングル選抜楽曲
- 「ハート・エレキ」に収録
  - 君の瞳はプラネタリウム - 「AKB48研究生」名義
- 「前しか向かねえ」に収録
  - 恋とか…
- 「ラブラドール・レトリバー」に収録
  - Bガーデン - 「Team B」名義
- 「希望的リフレイン」に収録
  - 今、Happy - 「ばら組」名義
  - ロンリネスクラブ - 「Team B」名義
- 「唇にBe My Baby」に収録
  - 金の羽を持つ人よ - 「Team B」名義
  - さっきまではアイスティー - 「虫かご」名義
- 「翼はいらない」に収録
  - 恋をすると馬鹿を見る - 「Team B」名義
- 「ハイテンション」に収録
  - 抑えきれない衝動 - 「ウエイティングサークル」名義
- 「シュートサイン」に収録
  - アクシデント中 - 「AKB48 U-19選抜」名義
- 「願いごとの持ち腐れ」に収録
  - 前触れ
- 「#好きなんだ」に収録
  - だらしない愛し方 - 「アンダーガールズ」名義
- 「11月のアンクレット」に収録
  - 微笑みの瞬間 - 「7秒後、君が好きになる。」名義
  - 法定速度と優越感 - 「U-17選抜」名義
- 「ジャーバージャ」に収録
  - Position - 「AKB48若手選抜」名義
- Teacher Teacher
  - 君は僕の風 - 「AKB48グループ センター試験選抜」名義
  - 新しいチャイム - 「Team B」名義
- 「センチメンタルトレイン」に収録
  - サンダルじゃできない恋 - アンダーガールズ名義
- 「NO WAY MAN」に収録
  - おはようから始まる世界 - 「U-19選抜2018」名義
  - 夢へのプロセス - 「AiKaBu選抜」名義
- 「ジワるDAYS」に収録
  - 初恋ドア - 「坂道AKB」名義
- 「サステナブル」に収録
  - 青春 ダ・カーポ  - 「AKB48カップリング選抜」名義
- 失恋、ありがとう
- 「根も葉もRumor」に収録
  - 離れていても
  - ブラックジャガー - 「First Generation」名義
- 元カレです
  - 臆病なナマケモノ - 「Team A」名義
- 「久しぶりのリップグロス」に収録
  - 運命の歌 - 「1st Generation」名義
- 「どうしても君が好きだ」に収録
  - 寝たふり - 「お料理選抜デザート部」名義
- 「アイドルなんかじゃなかったら」に収録
  - 君は僕を覚えてるかな? - 「2nd Campus」名義
- 「カラコンウインク」に収録
  - ライオンを狙え! - 「Universe Girls」名義
- 「恋 詰んじゃった」に収録
  - 思いやり - 「3rd Campus」名義
- 「まさかのConfession」に収録
  - 桜の花びらたち 2025
  - タイムマシン不要論 - 「Universe Girls」名義
- 「Oh my pumpkin!」に収録
  - 意思の大木 - 「Under Girls」名義

### アルバム選抜楽曲
『次の足跡』に収録
- 散ればいいのに…

『ここがロドスだ、ここで跳べ!』に収録
- ここがロドスだ、ここで跳べ!
- 僕たちのイデオロギー
- To goで - 「Team B」名義

『0と1の間』に収録
- ミュージックジャンキー - 「Team B」名義

『なんてったってAKB48』に収録
- 時をかける少女 - （原田知世のカバー）
- LOVEマシーン - （モーニング娘。のカバー）

### その他の参加楽曲
- シングル「右足エビデンス」（「藤田奈那」名義）に収録
  - 君は今までどこにいた? - 「AKB48」名義
- 逆さ坂 - 「じゃんけん民」名義

#### 配信限定楽曲
- 近いのに離れてる
- 恋人いない選手権

### 劇場公演ユニット曲
大島チームK ウェイティング公演
- Glory days ※バックダンサー

研究生「パジャマドライブ」公演
- 鏡の中のジャンヌ・ダルク（岡田彩花のアンダー）

梅田チームB ウェイティング公演
- ごめんね ジュエル ※バックダンサー

峯岸チーム4「手をつなぎながら」公演
- 雨のピアニスト（岡田彩花のアンダー）
- チョコの行方（内山奈月のアンダー）

倉持チームB「パジャマドライブ」公演
- てもでもの涙（生駒里奈のアンダー）
- 天使のしっぽ（川本紗矢のアンダー）
- 鏡の中のジャンヌ・ダルク（橋本耀のアンダー）

峯岸チーム4「アイドルの夜明け」公演
- 残念少女（込山榛香のアンダー）

田中将大「僕がここにいる理由」公演
- 君はペガサス（小嶋真子のアンダー）
- 青春の木漏れ陽（島田晴香のアンダー）

木﨑チームB「ただいま 恋愛中」公演
- 7時12分の初恋
- 純愛のクレッシェンド（加藤玲奈・岩佐美咲のアンダー）

峯岸チームK「最終ベルが鳴る」公演
- リターンマッチ（山本彩のアンダー）
- ごめんね ジュエル（湯本亜美のアンダー）

外山大輔「ミネルヴァよ、風を起こせ」公演
- コップの中の木漏れ日
- 記憶のジレンマ

 リバイバル公演「僕の太陽」（2016年開始）
- 僕とジュリエットとジェットコースター（北澤早紀のアンダー）

 「サムネイル」公演
- バケット（入山杏奈のアンダー）

あおきー「世界は夢に満ちている」公演
- 制服ビキニ（チームA 7th Stage「M.T.に捧ぐ」、大和田南那のポジション）

高橋朱里→岩立チームB「シアターの女神」公演
- 夜風の仕業
- 嵐の夜には
- ロッカールームボーイ

「僕の夏が始まる」公演
- ウインクの銃弾

「僕の太陽」リバイバル公演（2021年開始）
- アイドルなんて呼ばないで
- ヒグラシノコイ

向井地チームA「重力シンパシー」公演
- 水曜日のアリス
- 思い出す度につらくなる
- キンモクセイ（向井地美音のアンダー）

## 出演

### テレビドラマ
- マジすか学園4 第2話（2015年1月27日､日本テレビ） - ヒダリー役
- セーラーゾンビ 第9話（2014年6月21日、テレビ東京） - 舞子の友達役
- キャバすか学園 第1話（2016年10月31日､ 日本テレビ） - マジ女の生徒役
- 豆腐プロレス 最終話（2017年7月2日、テレビ朝日） - 謎の練習生 役
- AKB48の歌 第1話・第2話「恋するフォーチュンクッキー」（2022年5月21日・28日、ひかりTVチャンネル） - セイナ 役[24]
- Sugar Sugar Honey（2024年2月5日 - 3月25日、TOKYO MX） - 藤原沙也香 役[25]

### バラエティ
- ユニバーサル・スタジオ・ジャパン™️でTKO（2017年6月、J:COMチャンネル）
- AKB48、久しぶりの二度目旅（2024年9月7日 - 2024年9月28日、山梨放送）

### ラジオ
- AKB48 福岡聖菜のSHIBUYA DE SHINING☆（2018年7月3日 - 2019年4月2日 、渋谷クロスFM）
- AKB48 福岡聖菜のあなたに福を届けますらじお☆（2019年5月7日 - 、渋谷クロスFM）

### CM
- マイナビ マイナビ賃貸 「知らないの？」篇（2018年1月13日 - ）[26]
- AKS AKB48 Mail PR映像 福岡聖菜ver.（2018年8月14日 - ）[27]

### 広告
- O.C.S.D. 名古屋経済大学市邨高等学校 新制服モデル（2017年1月17日 - ）[28]

### ゲーム
- けもみみメロメロれしぴ～愛の汗だくレストラン～ - ピッピ 役[29]

### 舞台
- 劇団TEAM-ODAC 第19回本公演「僕らの深夜高速」（再演）（2015年10月7日 - 12日、草月ホール） - 東条しずく 役[30]
- 劇団TEAM-ODAC 第21回本公演「小さな結婚式〜いつか、いい風は吹く〜」（2016年4月6日 - 10日、紀伊國屋ホール） - 山下愛佳 役[31]
- マジすか学園 〜Lost In The SuperMarket〜（2016年7月25日 - 8月5日、TBS赤坂ACTシアター） - ハンナマ 役[32][33]
- 劇団TEAM-ODAC 第22回本公演「MOON&DAY〜うちのタマ知りませんか?〜」（再演）（2016年9月7日 - 11日、草月ホール） - 山城みゆ 役[34]
- リーディングシアター「恋工場」（2016年9月19日、ベルサール渋谷ガーデン Cホール）[35][36]
- 劇団れなっち「ロミオ&ジュリエット」（2018年5月9日 - 13日、AiiA 2.5 Theater Tokyo） - ジュリエット 役（黒組）[注 1][37][38]
- 舞台版「マジムリ学園」（2018年10月19日 - 28日、日本青年館ホール） - ゾンビ 役[39][40]
- 博多座開場20周年記念公演「仁義なき戦い〜彼女（おんな）たちの死闘編〜」（2019年11月16日 - 24日、博多座） - ウエイトレス秋子 役[41]
- 舞台「マジムリ学園-LOUDNESS-」（2021年8月20日 - 29日、品川プリンスホテル ステラボール） - ゾンビ 役[42]
- うち劇「カラオケ探偵 〜ミステリーはパジャマの調べ〜」（2021年12月19日、ライブ配信） - 清香 役[43]
- 舞台「いわかける！ -Sport Climbing Girls-」（2022年2月17日 - 20日、サンシャイン劇場） - 藤田真澄 役[44]
- 音楽劇「Zip＆Candy」（2022年6月9日 - 14日、かめありリリオホール） - カン 役（武藤小麟とのWキャスト）[45]
- Alexandrite Stage「G7」（2022年8月17日 - 21日、三越劇場） - エレノア 役[46]
- 舞台「『福』に憑かれた男」（2023年3月1日 - 9日、シアター・アルファ東京） - 湊彩花 役[47][48]
- 舞台「アサルトリリィ・新章」大島近海ネスト調査隊編『玲瓏たる深潭』（2024年5月17日 - 22日、かめありリリオホール） - 神郡鞠萠 役[49]
- 舞台「アサルトリリィ・イルマ女子美術高校」-The Bond with the White Rose-（2024年12月5日 - 15日、こくみん共済 coop ホール／スペース・ゼロ） - 神郡鞠萠 役[50]

### インターネットテレビ
- AKB48福岡聖菜が32kmマラソンに挑戦（2017年12月3日、ニコニコ生放送）[51]

### イベント
- 豆腐プロレス The REAL 2017 WIP CLIMAX in 後楽園ホール（2017年8月29日、後楽園ホール） - 左上せいちゃん 役[52][53]
- 関西コレクション 2017 AUTUMN＆WINTER（2017年8月30日、京セラドーム大阪）[54]
- 豆腐プロレス The REAL 2018 WIP QUEENDOM in 愛知県体育館（2018年2月23日、愛知県体育館） - 左上せいちゃん 役[55]
- 日本生命セ・パ交流戦 中日ドラゴンズ対千葉ロッテマリーンズ戦 始球式（2018年6月5日、ナゴヤドーム）[56]
- HoneyHarmony〜ハニハモカフェオープン〜（2020年9月18日 - 22日、神田明神文化交流館）[57]